# Juan de Fricamps
Juan de Fricamps (en francés Jehan de Fricamps, a veces incluso Jean Friquet de Fricamps), (Montfarville, c. 1318-1320-?, c. 1366-1369 o 1375-1376) fue un caballero, consejero y hombre de confianza del rey Carlos II de Navarra, mencionado a menudo como Friquet a secas. Fue nombrado gobernador de Caen.

## Biografía
Jean de Fricamps, conocido como Friquet, provenía de una antigua familia de Picardía, una rama más joven de la cual se había establecido en Baja Normandía desde el siglo XIII. Su padre se llamaba Jean de Fricamps, escudero, que prestó homenaje al rey por Montfarville en 1316. Tuvo otro hermano llamado Pierre. Su nombre Friquet parece ser un diminutivo de su nombre patronímico Fricamps o una alusión a su pequeña estatura.
Iniciado en las armas al servicio del conde de Blois, fue un caballero que sirvió como capitán del rey de Francia en el condado de Angulema (1351).
Entró al servicio del rey de Navarra a principios del reinado de Juan II de Francia. Fue de los primeros caballeros puestos al servicio de Carlos II de Navarra demostrando una alta lealtad y devoción al rey de Navarra realizando numerosas embajadas, mediaciones y participando en sus proyectos y empresas. Como cuando en 1354 Carlos de Navarra contó desde el principio con el apoyo de los señores normandos, que se unieron a él mientras reforzaban los castillos del territorio. Rápidamente envió a Brujas a Juan de Fricamps, apodado Friquet, junto al canciller Tomás de Ladit para entrevistarse con el duque de Lancaster y para que reclutara soldados. Según cuenta Meyer Carlos II había escrito al duque de Lancaster, su primo, pidiéndole ayuda. El duque de Lancaster le instó a enviar gente a Brujas que pudiera tratar con él, en particular Fricamps, que era más conocido que otros en Inglaterra. Así que, a petición del rey, Friquet de Fricamps fue a Brujas con el canciller de Navarra, Tomás de Ladit, y con Pierre de La Tannerie y Jean de Banthelu, llevando joyas para pedir un préstamo. En Brujas, Fricamps entregó las cartas del rey de Navarra al conde y la condesa de Flandes para pedirles el préstamo y pedirles que defendieran su caso frente a Juan II.
Siendo uno de los implicados en el asesinato del condestable de Francia, Carlos de la Cerda, fue detenido junto a Carlos II en el banquete de Ruan en 1356, fue encerrado en el Châtelet de París, aunque logró escapar. Antes había sido sometido a tres interrogatorios, parcialmente conservados, que constituyen una fuente de información muy valiosa.
Es uno de los delegados del rey de Navarra, Carlos II, cuando el 1 de agosto de 1358 se reúnen con sus homólogos ingleses para preparar un convenio de colaboración «en la conquista de Francia a cambio de la cesión de Champaña, Bría y otros territorios.» Junto a él estaban también Juan y Roberto de Picquigny, Pedro de Sacquenville, Martín Enríquez de Lacarra y Juan Ramírez de Arellano.
El delfín logró apartarlo de la causa navarra, cuando firmó la paz con su cuñado (1360) y lo nombró uno de sus chambelanes. Posteriormente, tras su ascenso al trono, en 1365 le concedió una pensión vitalicia de 1.000 libras parisinas para compensar las pérdidas que había sufrido al dejar el servicio del rey de Navarra, que se había convertido de nuevo en enemigo de la Corona. En 1364, tras la batalla de Cocherel, Juan de Fricamps se puso al servicio de Carlos V de Francia, y cumplió las funciones de chambelán del soberano francés.
Delachenal afirma que murió después de 1366 y antes de 1369, no como afirma Belleval, en 1375 o 1376. Su esposa fue Marie de Vierville. Dejó un hijo también apodado Friquet.